# Совка зубчатокрила
Совка зубчатокрила (Scoliopteryx libatrix) — вид метеликів з родини еребід (Erebidae).

## Поширення
Вид досить поширений в Європі, Азії та Північній Африці. Вони живуть у різноманітних середовищах існування, наприклад у листяних лісах, на берегах водойм і на краю боліт , а також в садах і парках.

## Опис
Метелики досягають розмаху крил від 40 до 45 мм. Край передніх крил нерівномірно зазубрений. Передні крила від коричневого до сірого кольору з рожевим відтінком. Приблизно задня третина крила розділена світло-сірою смугою, яка посередині темніша, ніж з боків. На грудях і решті крил видно іржаво-коричневий малюнок. Крім того, вони мають невелику білу дископодібну пляму та ще одну білу пляму біля основи крил. Білі смуги видно на передньому краї крила та біля кінчика крила. Задні крила сіро-бурого кольору з темною середньою лінією. Ноги біло-коричневі.
Гусениці мають довжину близько 50 мм і тонке тіло. Вони світло-зеленого кольору і мають світлу, злегка жовтувату бічну лінію. 

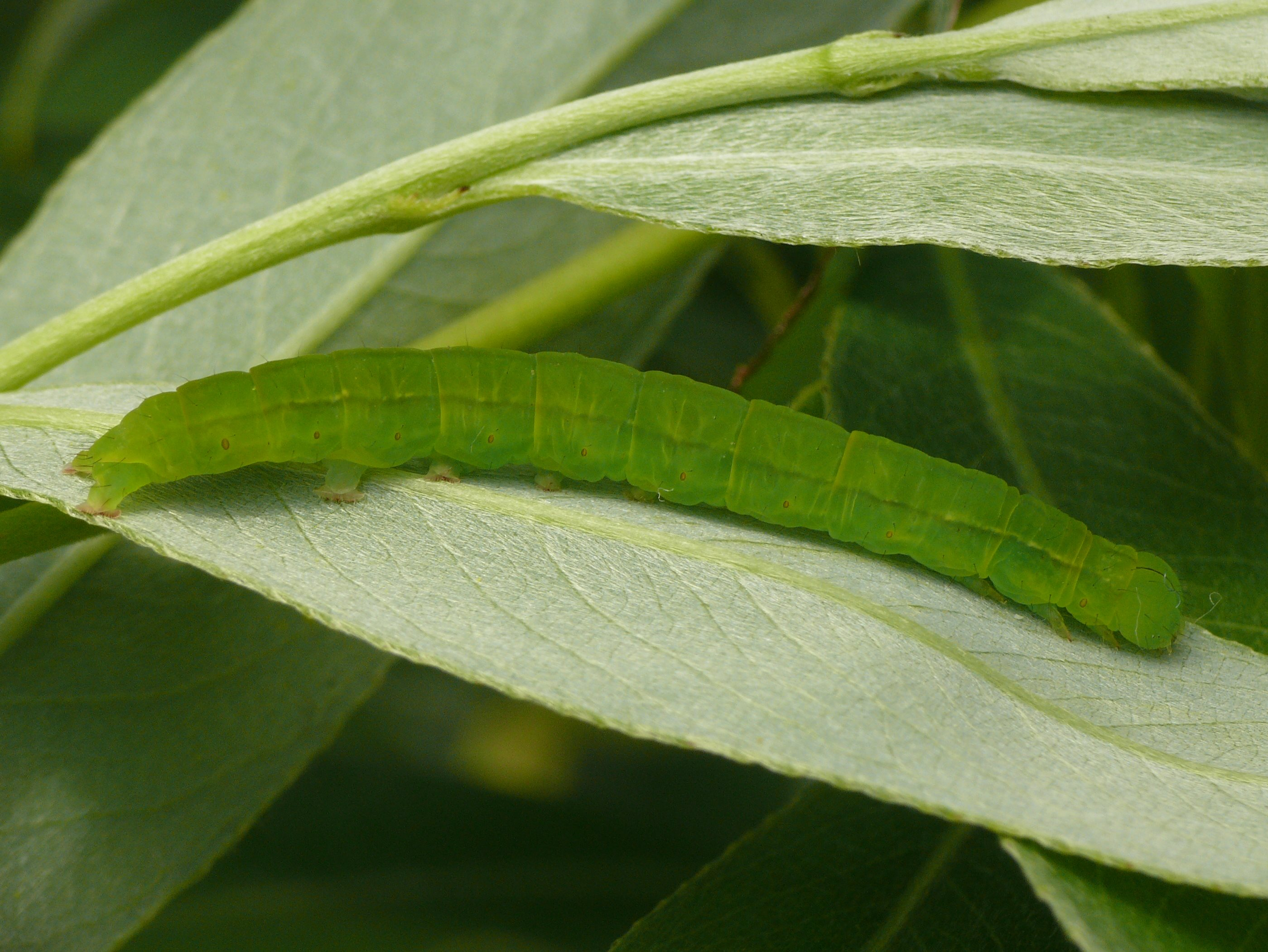
Гусениця
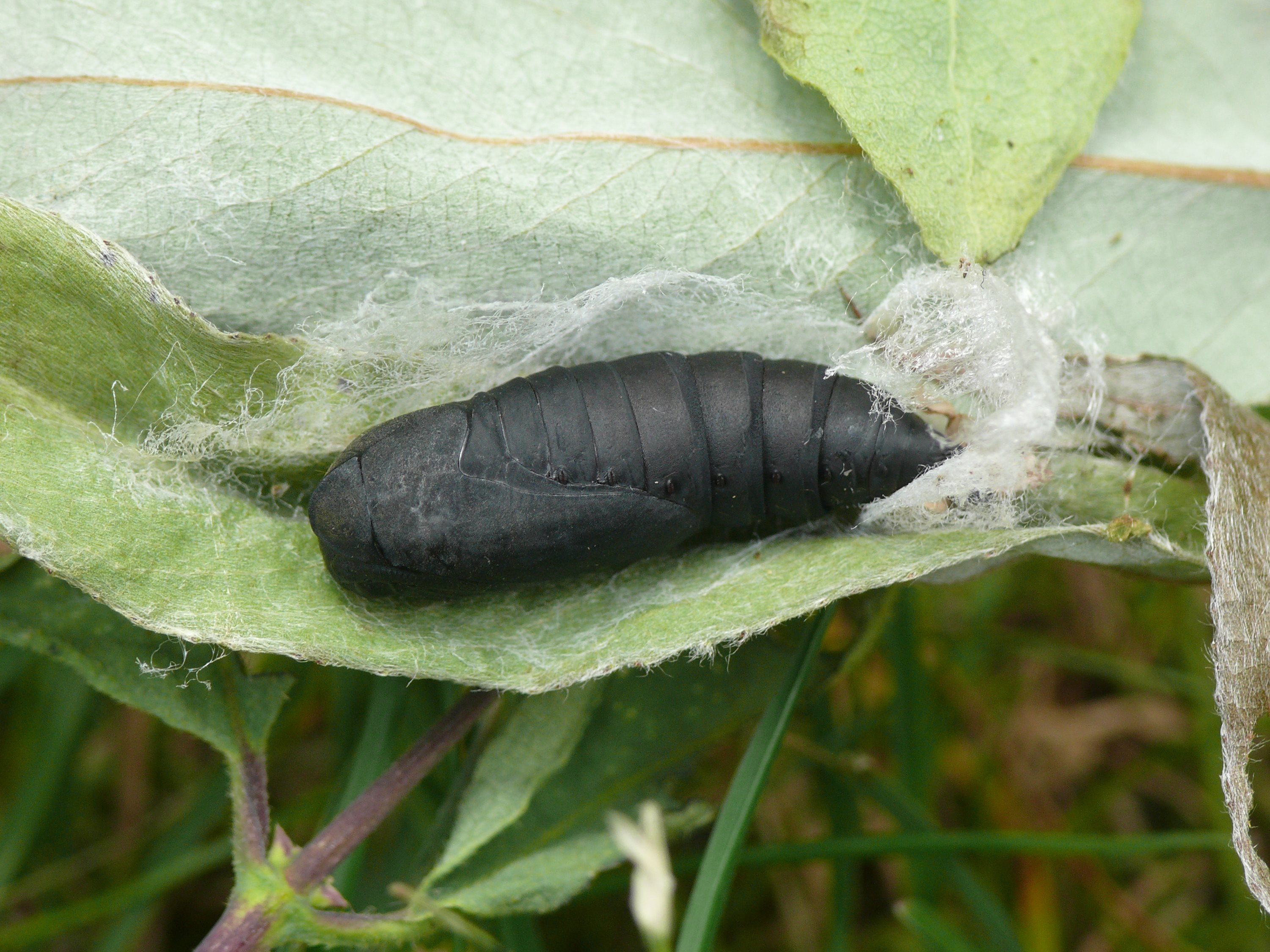
Лялечка
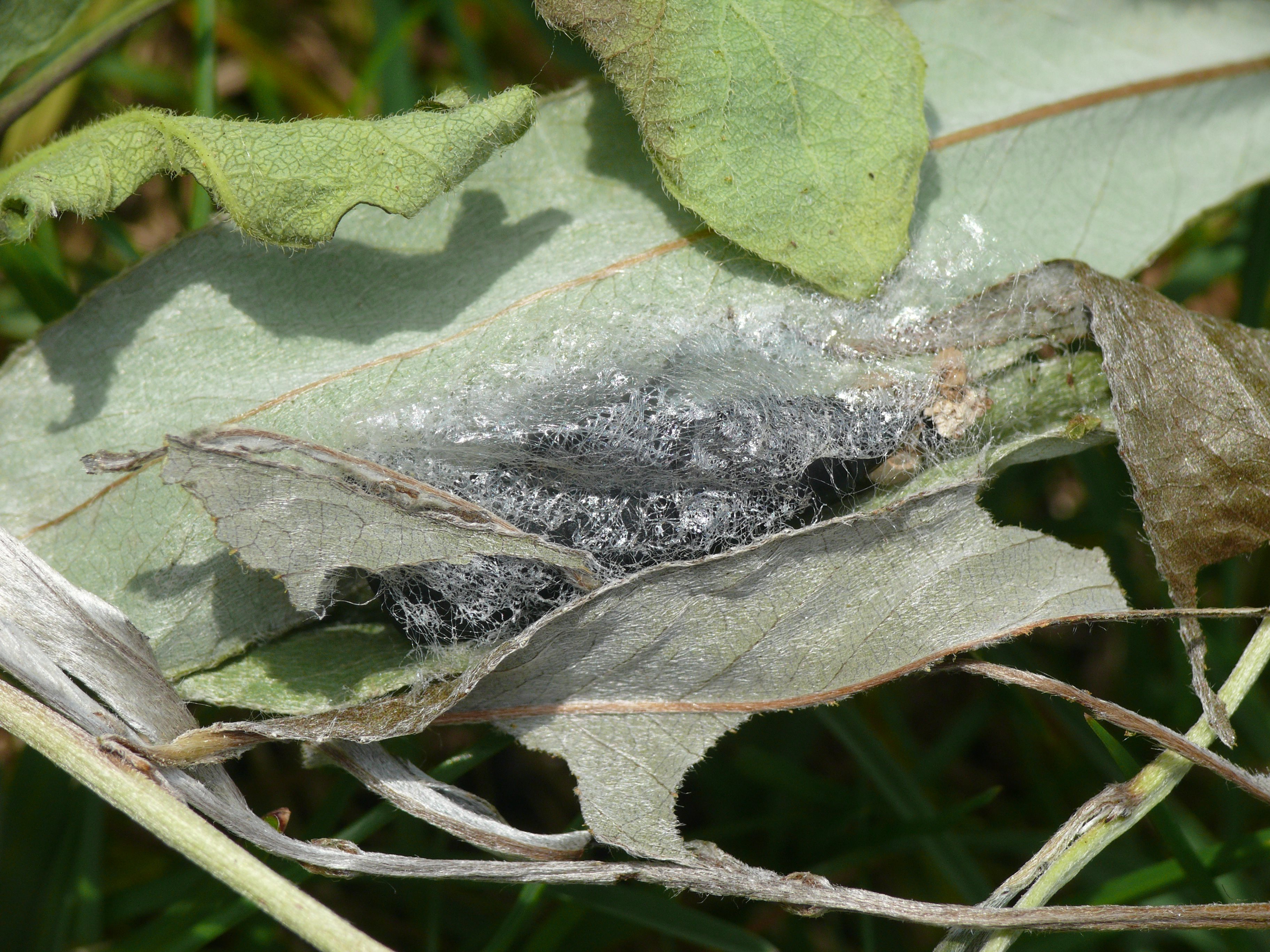
Лялечка у коконі
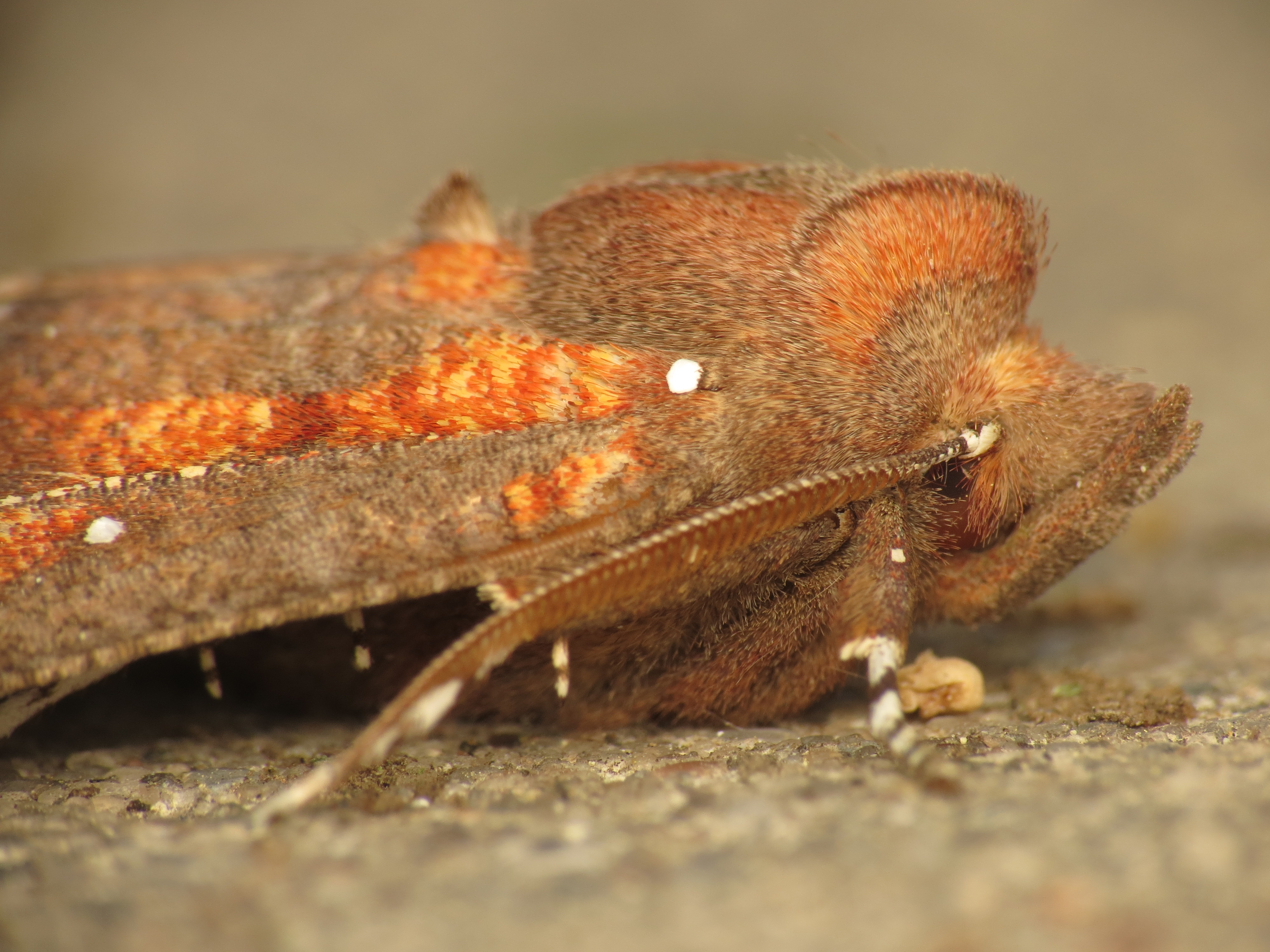
Голова метелика
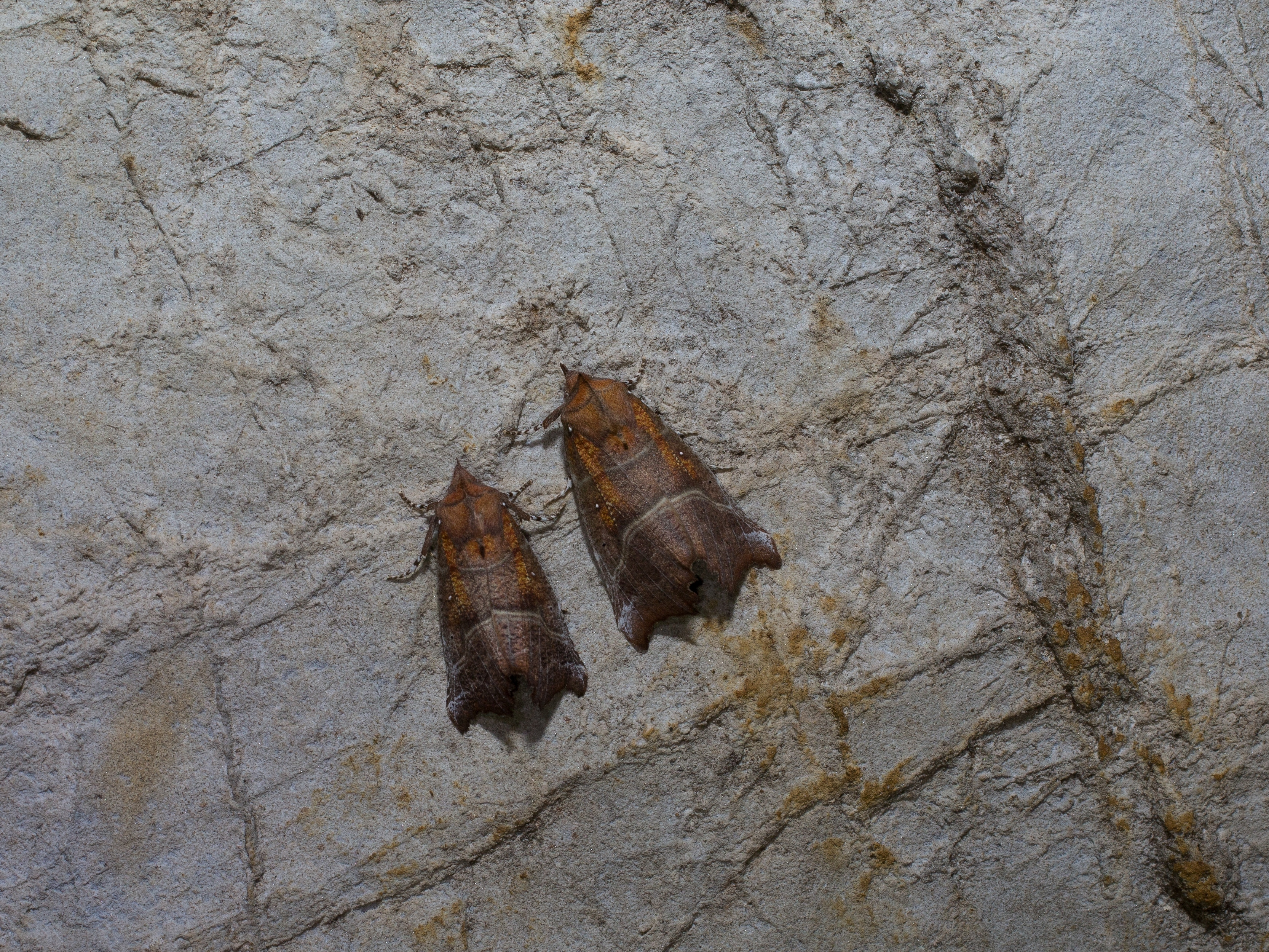
Імаго перед зимівлею
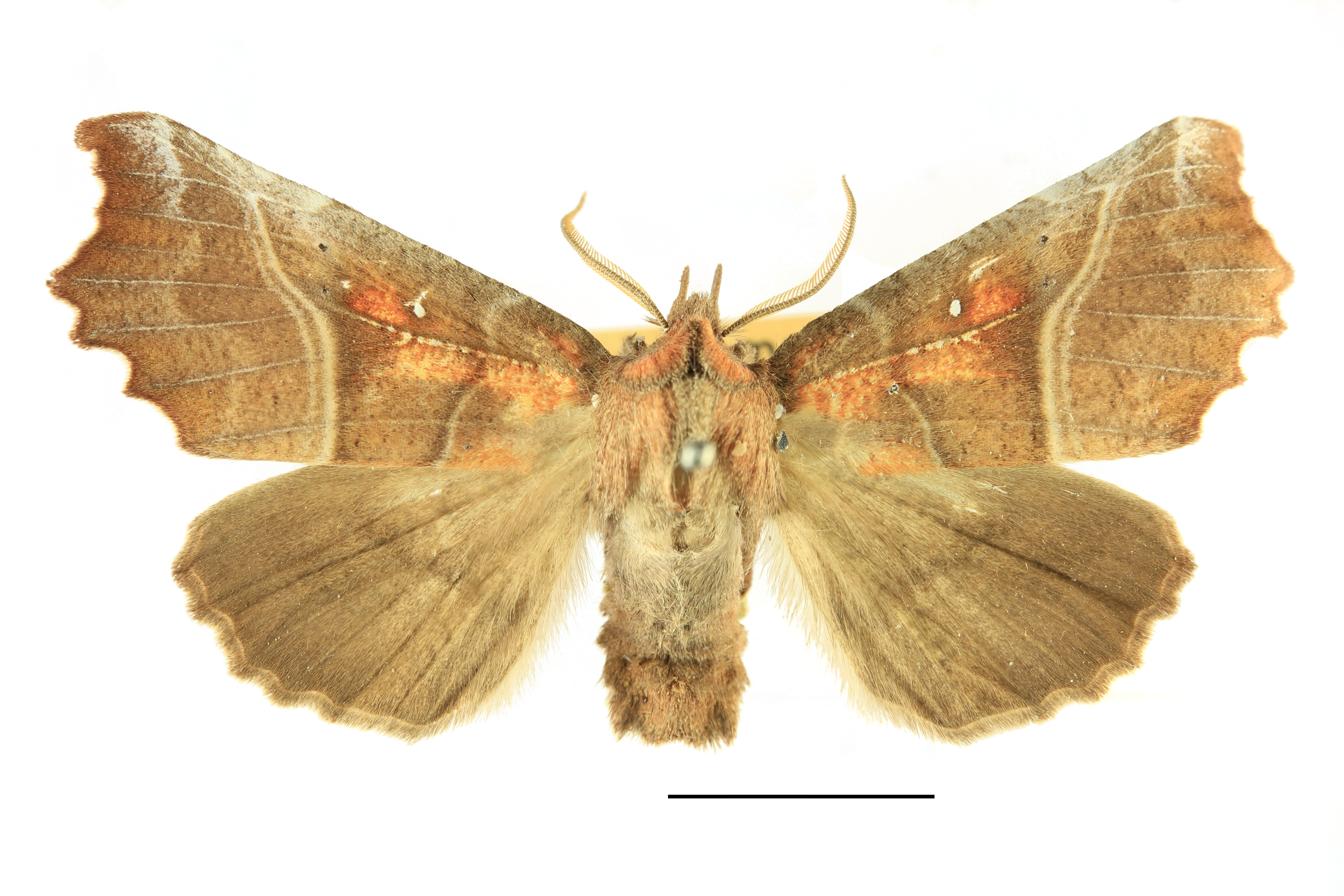
Музейний екземпляр

## Спосіб життя
Має два покоління на рік. Зимують імаго другого покоління. Дорослі комахи зустрічаються протягом усього року (взимку можна зустріти зимуючі особини в підвалах і печерах). Харчуються імаго нектаром, а також соком опалих ягід і фруктів. Гусениці живляться листям верб і тополь.